# Liste der Monuments historiques in Vert-le-Grand
Die Liste der Monuments historiques in Vert-le-Grand führt die Monuments historiques in der französischen Gemeinde Vert-le-Grand auf.

## Liste der Bauwerke
| Bezeichnung            | Beschreibung | Standort                   | Kennzeichnung | Schutzstatus | Datum | Bild |
| ---------------------- | ------------ | -------------------------- | ------------- | ------------ | ----- | ---- |
| Domaine de la Saussaie |              | 1, impasse du Stade (Lage) | PA91000013    | Inscrit      | 2014  |      |

## Liste der Objekte
- Monuments historiques (Objekte) in Vert-le-Grand der Base Palissy des französischen Kultusministeriums